# Witvoermier
De witvoetmier (Technomyrmex vitiensis) is een mierensoort uit de onderfamilie geurmieren (Dolichoderinae). De wetenschappelijke naam van de soort is voor het eerst geldig gepubliceerd in 1921 door Mann.